# フレッシュキルズパーク
フレッシュキルズパーク（英称：Freshkills Park）はスタテンアイランド 埋め立てプロジェクト埋立地上に建設されている公共の都市公園。面積は約2,200エーカー (8.9 km2) あり、19世紀以降ニューヨーク市で開発された公園としては最大の規模になる。その建設は2008年10月に始まり、少なくとも30年間は段階的に継続する予定である。フレッシュキルズパークは、2035年から37年までに全体の完成をみるが、開発後はマンハッタンにあるセントラルパークの約3倍の規模で、ニューヨークで2番目に大きい公園となる。この公園は文化、スポーツ、教育に関するプログラムなど、さまざまな用途に対応する5つの主要セクションごとになるよう設計されていく。公園の区画は、車両用の循環システムと、自転車乗り、歩行者、および乗馬用のパスのネットワークによって接続され、管轄のニューヨーク市公園とレクリエーション局 （NYC Parks）は、ニューヨーク市衛生局と共同でプロジェクトを進めている。 

## 経緯

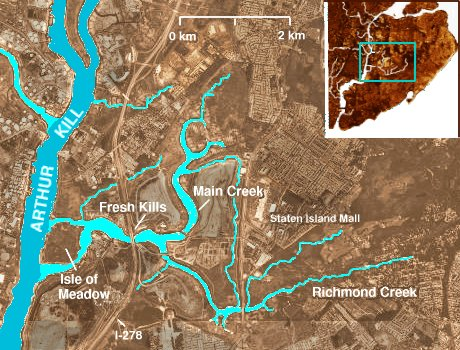
空から見たFreshkills公園の場所

埋立地は1948年に開業したが当時は農村農業地域で塩性湿地であり、下層土は粘土でできており、砂とシルトが表層になっていた。埋立地にはまだ大量の野生生物がおり干潟、森林、淡水の湿地が形成されており、湿地帯から湿地帯へとつらなるこの地域は当時のニューヨーク市の他地域からも遠く離れていたため、埋立地として最適であった（1947年のスタテン島と他の都市との接続はフェリーによっていた） 。 一時的な埋立ての初期計画ではフレッシュキルズを20年間使用し、その後住宅用、レクリエーション用、産業用などの多用途地域として開発することを求めていた。ピーク時には20隻のはしけ-それぞれがゴミの650トンを運ばれる-が毎日敷地にに投入されており世界最大の埋立地であった。2001年には、このままオープンにしておくと最終的に埋め立て地が東海岸で最も標高の高い地点になると推定されていた。その後地元の圧力の下、そして米国環境保護庁 （EPA）の支援を受けて、2001年3月22日に埋立地が閉鎖されたが、 9月11日にマンハッタン世界貿易センター への攻撃事件のために投棄が再開。2001年、現場で検出されなかった死者の残骸を含め、ほぼすべての残骸と破片が、検査のために一時的に再開された埋め立て地に送られることとなった。フレッシュキルズ埋立地で法医学的検証に専門家が170万時間以上にわたって従事して、攻撃で亡くなったとされる2,749人の遺体の身元を判明しようと試み、最終的に4,257人の遺体が回収され、300人ほどが識別された。市のチーフメディカル審査官は、マンハッタンの国立9/11メモリアル内の施設にある未確認の遺体すべての監護権を保持しているが識別できなかった人々の祈念に記念碑が建設されデブリも次いで埋め立て地の一部40-エーカー (160,000 m2)に埋め込まれた。この破片には未検出の遺体で断片的なものがまだ残っている可能性が高い。
その後埋め立て施設は公園化を見越して、恒久的に閉鎖された。
マスタープラン案では、敷地を5つの公園として想定しており、それぞれが異なるキャラクターとプログラミングアプローチがある。プロジェクトチームと地元のスタテンアイランダー、非営利団体、および政府関係者との間の会議やワークショップで集められた意見をもとに、フィールドオペレーションズが示した当初の設計提案を修正。アウトリーチ活動から生まれ、公園の設計に統合された目標は次のとおり。フレッシュキルサイト周辺の交通渋滞を緩和するための道路、カヤック・乗馬・スポーツ場などの積極的なレクリエーション用途再生可能エネルギー源の生成と利用のプロジェクト、など。計画プロセスには、地域の指導者と利害関係者からなるコミュニティ諮問グループの意見も含まれていた。もともと公園に割り当てられていたのはたった700エーカー (283 ha) 。土地の残りの部分は「さまざまな用途」に。 2013年11月の変更により、 2,200エーカー (890 ha)すべてが区画され、2,200エーカー (890 ha)公園にすることに。
計画の部分は以下のとおり
- 合流点 ： 70エーカー (280,000 m2)    敷地内の2つの小川の合流点に公園の中心として設計されている。 2つの主要なセクションからなる50エーカー (200,000 m2)    ポイントと20エーカー (81,000 m2)    クリークランディング、コンフルエンスは受動的なレクリエーションのためにビジターセンターとインフォメーションセンター、レストラン、イベントスペースと風景を主眼とする。この地域への水上アクセスは、以前は埋め立て地へのはしけを通していた水路を介してという提案がされている[19]
- ノースパーク ： 223エーカー (0.90 km2)    ノースパークは、 ウィリアムT.デイビス野生生物保護区で近隣生息地を拡大するために、その自然の特徴の大部分を保持しサイクリング、ウォーキング、ハイキングのトレイルも抱合するが主に野生生物と受動的レクリエーションに専念させる。このエリアにはバードウォッチング用の建築物、丘の上のピクニックエリア用の日よけ、エコ教育センター、カヌーアクセス用のフローティングドックがあり、トラヴィス地区に隣接する近隣の遊び場であるシュムル公園の改装工事と同様、ノースパーク最初のセクションの建設が2010年に開始された[20]
- サウスパーク ：ノースパークのようにかなりの量の天然の森林地帯と湿地があるが、より活発なレクリエーション用に非常に平坦でそれでいて湿地でない空間もある。この425エーカー (1.72 km2)のマスタープラン425エーカー (1.72 km2)  の敷地内にテニスコート、マウンテンバイクコース、運動施設、 馬術センターがある。フクロウ中空のサッカー場の建設は、サウスパークの南端で、2008年10月に開始[21]
- イーストパーク ： 482エーカー (1.95 km2)     、牧草地、遊歩道、競技場、ピクニックエリアを提案されており、ゴルフ場もこの分野では運営のための収入を生み出すための手段として考えられている。リッチモンドアベニュー沿いの車両道路システムへの入り口は、イーストパークを通ってウェストショア高速道路へ向かう交通許可がいると予想されている[22]
- ウェストパーク ： 2001年9月11日の世界貿易センターの崩壊の後 、およそ1,200,000ショートトン (1,100,000ロングトン)の破片がウェストパークの敷地に運ばれ、そこで慎重にふるいにかけられており、捜索努力によりすべて識別可能な残骸と影響とが取り除かれたが、識別と保管のためニューヨーク市のチーフメディカル審査官室に運ばれるまで完了しなかった。 9月11日の攻撃に対する記念碑がウェストパークに建てられる予定。活発な娯楽用途は記念碑エリアから遠ざけられる予定

2012年10月、フレッシュキルズパークの最初のプロジェクトであるシュムルパークが一般公開された。以前はアスファルトとチェーンリンクのあるフェンスが巡る遊び場であったが、新しい遊び場、バスケットボールとハンドボールのコート、透水性の基材とコンクリート、そして天然植栽のある公園に変わる。2013年4月、Owl Hollow Fieldsは、Arden AvenueとArthur Kill Road交差点傍に位置する4つの新しいAstroTurfフィールドのオープニングを「ゆるやか」に祝う。長時間使用のため、夜間は2つのフィールドで明かりが点灯する。 
アレイ太陽光発電は46エーカー (19 ha)  公園のための土地でスタテン島では、この都市で最大の配列になると予測されており、2000戸の住宅に電力を供給することができる。アレイの提案依頼が 2012年3月にリリースされている。
公園は2035年から37年ごろまでかけて完成させる予定である。公園局は2010年から2011年にかけて、以前の埋め立て地で200種類の野生生物が見られたと報告している。報告から赤い翼クロウタドリ、オウゴンヒワ、赤い尾の鷹、アメリカチョウゲンボウ、ミサゴ、リングクビキジ、ミドリツバメ、ヒメコンドル、および北カミツキガメ などが生息。開発を続けているが、NYC ParksとFreshkills Parkチームは制限区域内の敷地内での積極的なレクリエーションを含むイベントやプログラムを主催しており、2010年から2014年まででプログラムのハイライトは訪問者が公園の閉ざされた場所でカヤック、自転車、ハイキング、そして凧揚げをするプロジェクト、スニークの 「ピーク」で2015年以降、スニークの「ピーク」イベントは現在、4月から10月のシーズン中に定期的に提供される多数のプログラムに置き換えられている。
埋立地のうち敷地の北と南に位置するマウンドは、積極的に環境から廃棄物を分離する不浸透性のカバーで1990年代後半に覆われた公園であり、1947年から2001年まで4つのマウンドのうち二つがニューヨーク市の一般廃棄物を引き受けていたが東パークとなる東マウンドのキャッピングは2007年に始まり、2011年に完成。西マウンドのキャッピングは2011年に始まり、2018年まで進行。ニューヨーク州環境保護局（NYSDEC）衛生工事部門と共同で行われ、環境上健全な埋め立て処分場閉鎖規制を満たしておりまた、キャッピング後最低30年間、現場の環境モニタリングおよび制御システムに対する運用責任を維持し、NYC公園もNYSDECの規制も満たす必要がある。公衆アクセスに関する州の基準を満たすまで、公園内のどのエリアも公衆アクセスが許可されない。 
ニューヨークパークスは、2009年5月にフレッシュキルズパークプロジェクトの最終的な一般環境に関する影響声明（FGEIS）を完成させ、公表した。FGEISは州および地域の法律に従って「提案された行動による環境への悪影響、その重要性の評価、および重大な影響を排除または軽減するための対策の提案」を特定するように設計されており補足環境影響声明（SEIS）も2009年10月に完成した。特にイーストパークの計画セクションを通して提案された道路建設の影響に焦点を当て、現在の計画に対する代替案を検討している。 

### 国際デザインコンペ
2001年に、 ニューヨーク市都市計画局 （NYCDCP）は、公園を設計するためのランドスケープコンサルタントを選出するための提案要求 （RFP）の発表に続き、 国際デザインコンペを開催。コンペティションの第1ラウンドはすべての参加者に公開され、2001年8月には6つのランドスケープの提案がファイナリストとして選ばれた。これらの提案は、ジェームズ・コーナー＆フィールドオペレーション、 Hargreaves Associates、Mathur / da Cunha、Tom Leader Studio、およびJohn McAslan + Partners 、 RIOS Associates、Inc.、およびSasaki Associates各社から寄せられた。すべてのファイナリストによって提案された計画は都市計画省からのもの。2003年、フィールドオペレーションが勝者として選ばれ、長期的発展を導くマスタープラン作成者に雇われた。マスタープラン案は次年にかけて作成され、2006年3月にリリースされた。 
さらに、2011年に土地のアートジェネレーター・イニシアチブが今後のデザインコンペ、LAGI-NYC 2012 のためのサイトとして同公園が発表された。受賞作の実施が保証されていないが、イニシアチブは再生可能エネルギーインフラの可能性として審美的かつ国際的な関心を持たれることを望んでいる。  